# مايكل لوكاس
مايكل لوكاس (بالإنجليزية: Michael Lucas)‏ ولد باسم أندريه لفوفيتش تريفاس (بالروسية: Андрей Львович Трейвас) (مواليد 10 مارس 1972 في موسكو)، هو كاتب ومخرج وناشط وممثل إباحي مثلي روسي أمريكي إسرائيلي. وهو مؤسس شركة لوکاس انترتیمنت في نيويورك. وكاتب عمود بمجلة ذا أدفوكيت، هافينغتون بوست، وبينك نيوز.

## نشأته
ولد لوكاس في 10 مارس 1972 بمدينة موسكو، لأبٍ مهندس يدعى ليف بريجمان، ومدرسة أدب روسي تدعى إيلينا تريفاس. نشأ في عائلة علمانية يهودية. تحصل سنة 1994 على شهادة جامعية من أكاديمية موسكو للقانون. بعد تخرجه بفترة قصيرة، امتلك لوكس وأدار وكالة سفر حتى 1995، حينما ترك لوكاس روسيا ورحل إلى ميونخ بألمانيا، قبل أن يستقر بفرنسا لسنتين. في عام 1997، انتقل لوكاس إلى نيويورك.
في 12 نوفمبر، 2004، تحصل لوكاس على الجنسية الأميركية. في أكتوبر 2008، أعلن عن زواج لوكاس بخليله لثماني سنوات ريتشارد وينجر. بيان صحافي أفاد بأن الزوجان يريدان الزواج للإدلاء بيان بشأن حق الزواج المثلي. في سنة 2014، أعلن لوكاس عن طلاقه من وينجر.

## وصلات خارجية
- الموقع الرسمي
- مايكل لوكاس على موقع IMDb (الإنجليزية)
- مايكل لوكاس على موقع ألو سيني (الفرنسية)
- مايكل لوكاس على موقع أول موفي (الإنجليزية)
- مايكل لوكاس على موقع قاعدة بيانات الفيلم (الإنجليزية)
- مايكل لوكاس على موقع كينوبويسك (الروسية)